# Phyllophaga assmani
Phyllophaga assmani är en skalbaggsart som beskrevs av Saylor 1936. Phyllophaga assmani ingår i släktet Phyllophaga och familjen Melolonthidae. Inga underarter finns listade i Catalogue of Life.